# Lipót Strelisky
Dans le nom hongrois Strelisky Lipót, le nom de famille précède le prénom, mais cet article utilise l’ordre habituel en français Lipót Strelisky, où le prénom précède le nom.
Lipót Strelisky (1816 - 20 juin 1905) est un photographe hongrois.

## Galerie

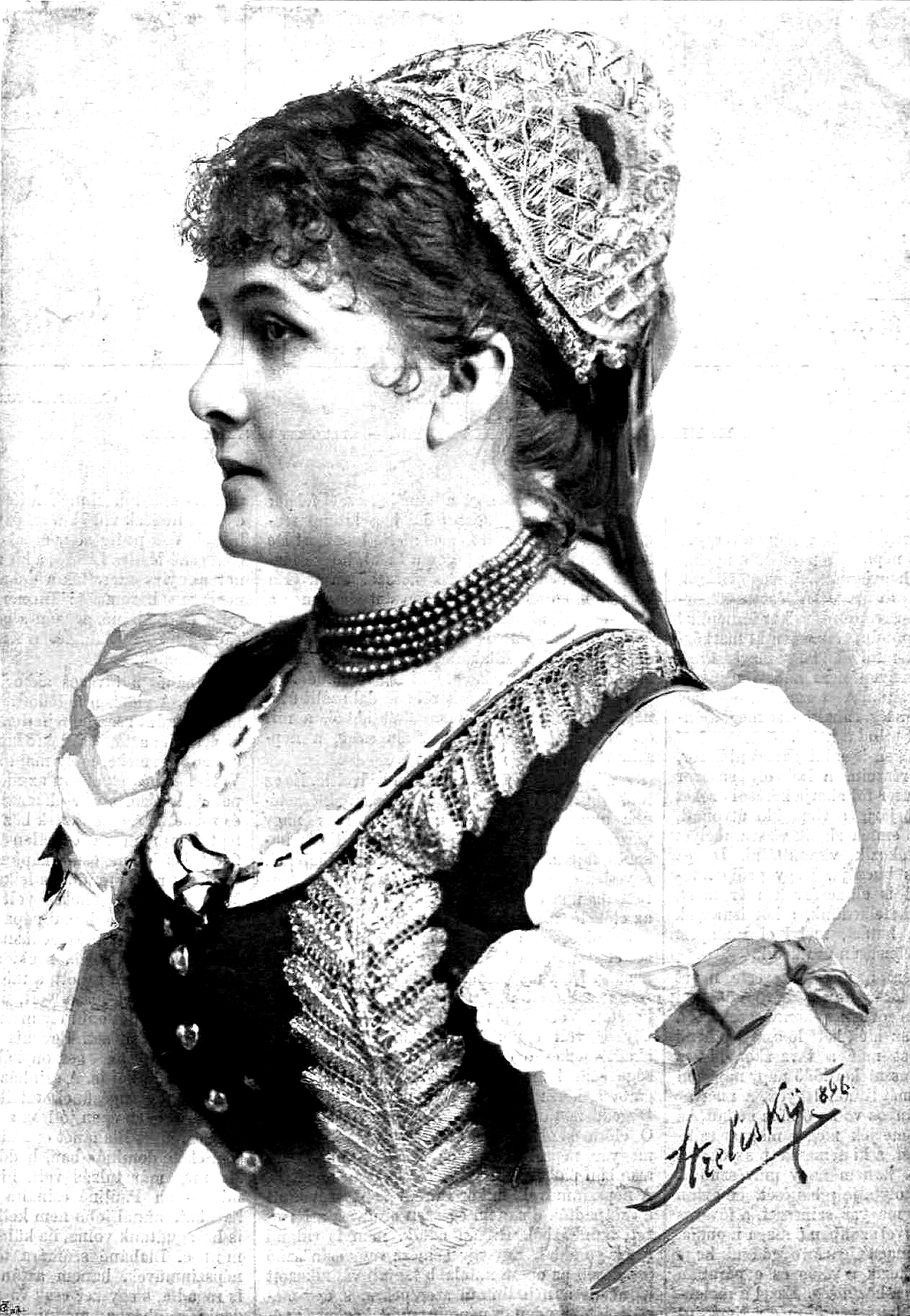
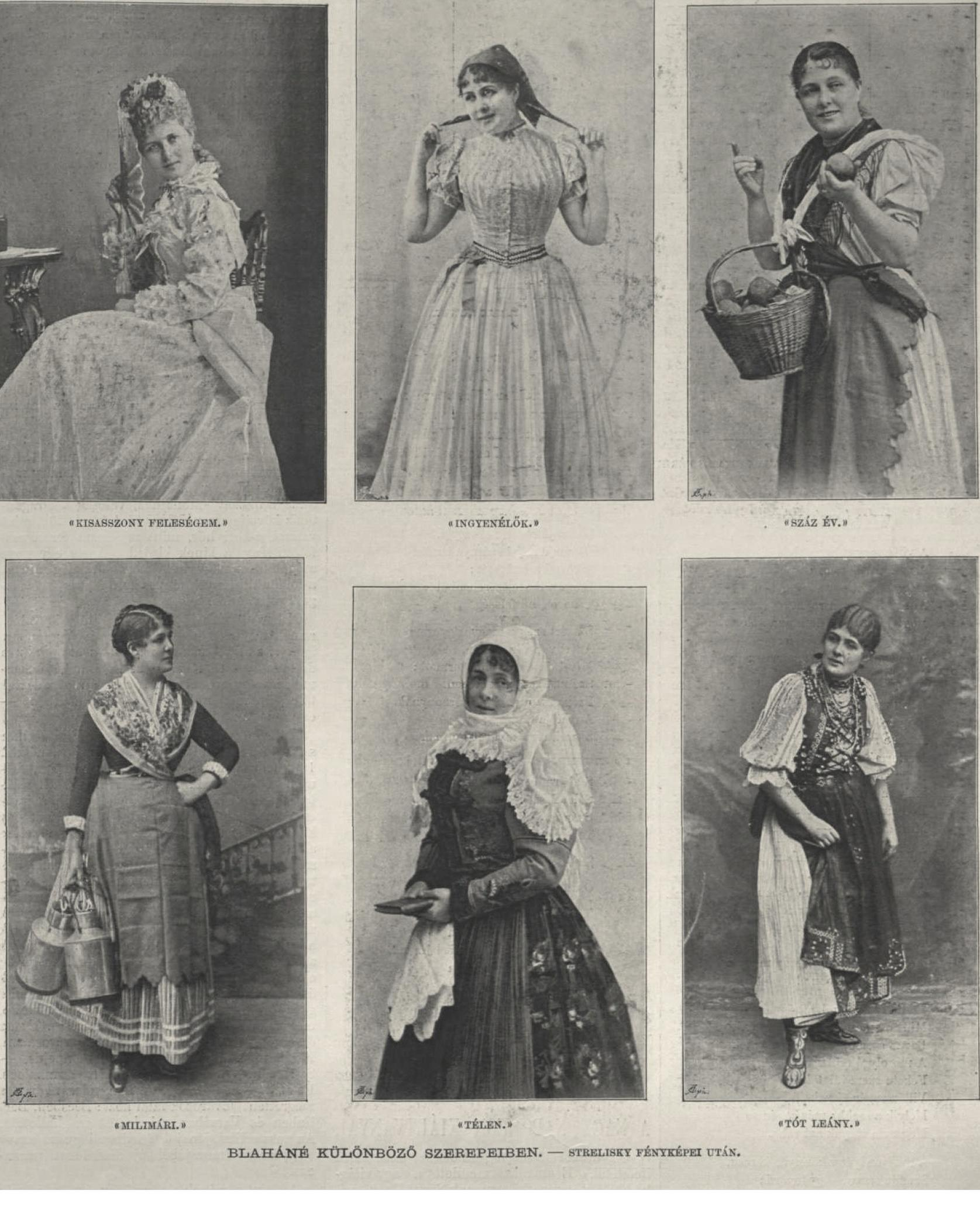
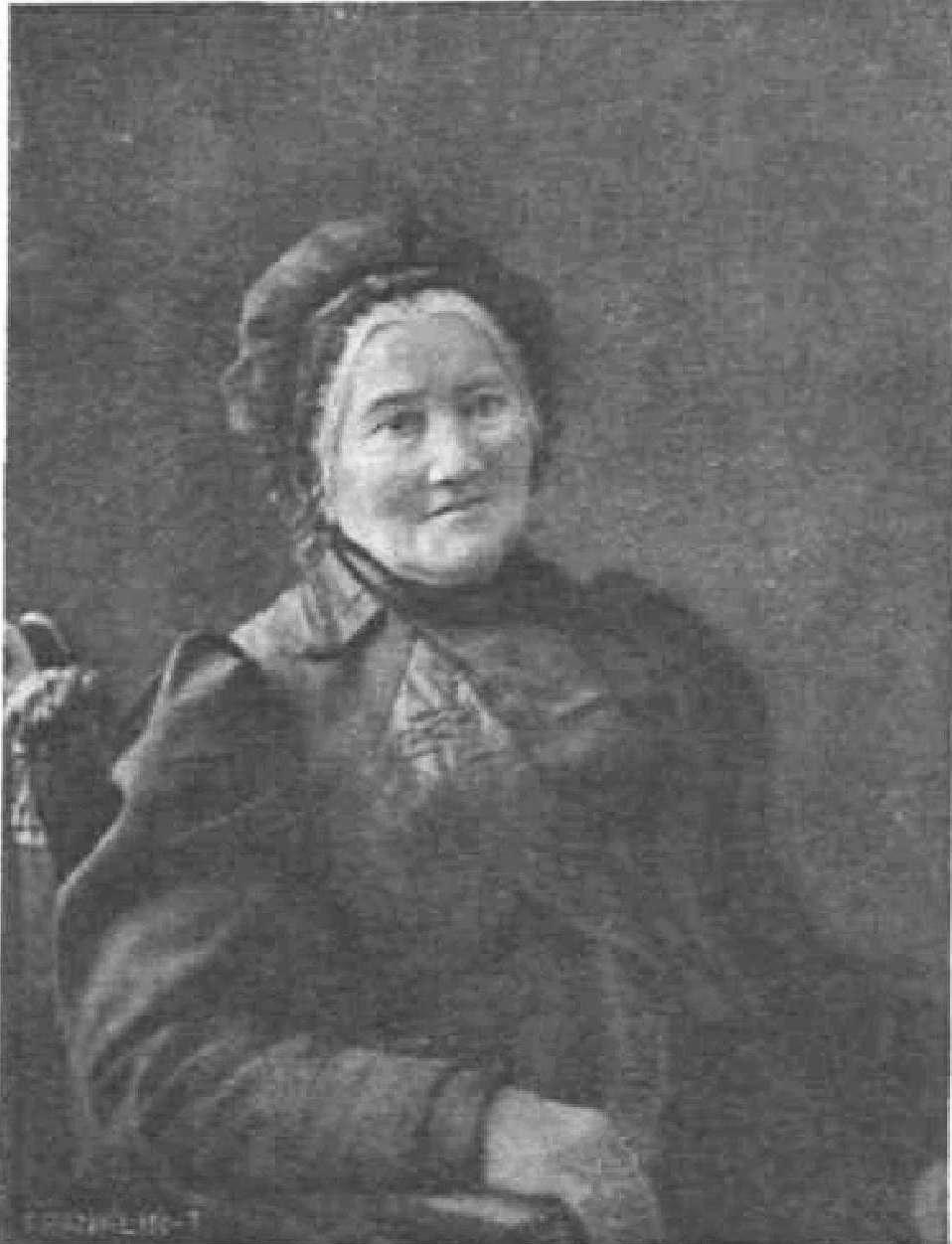
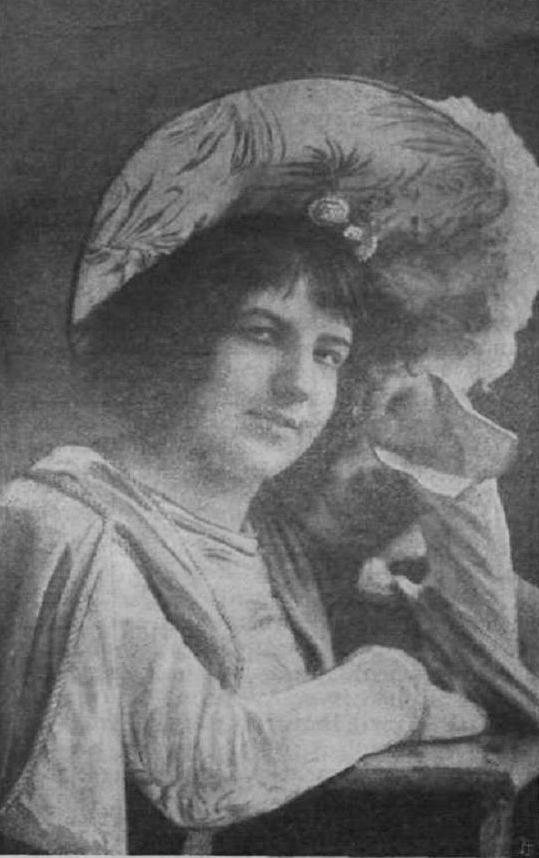
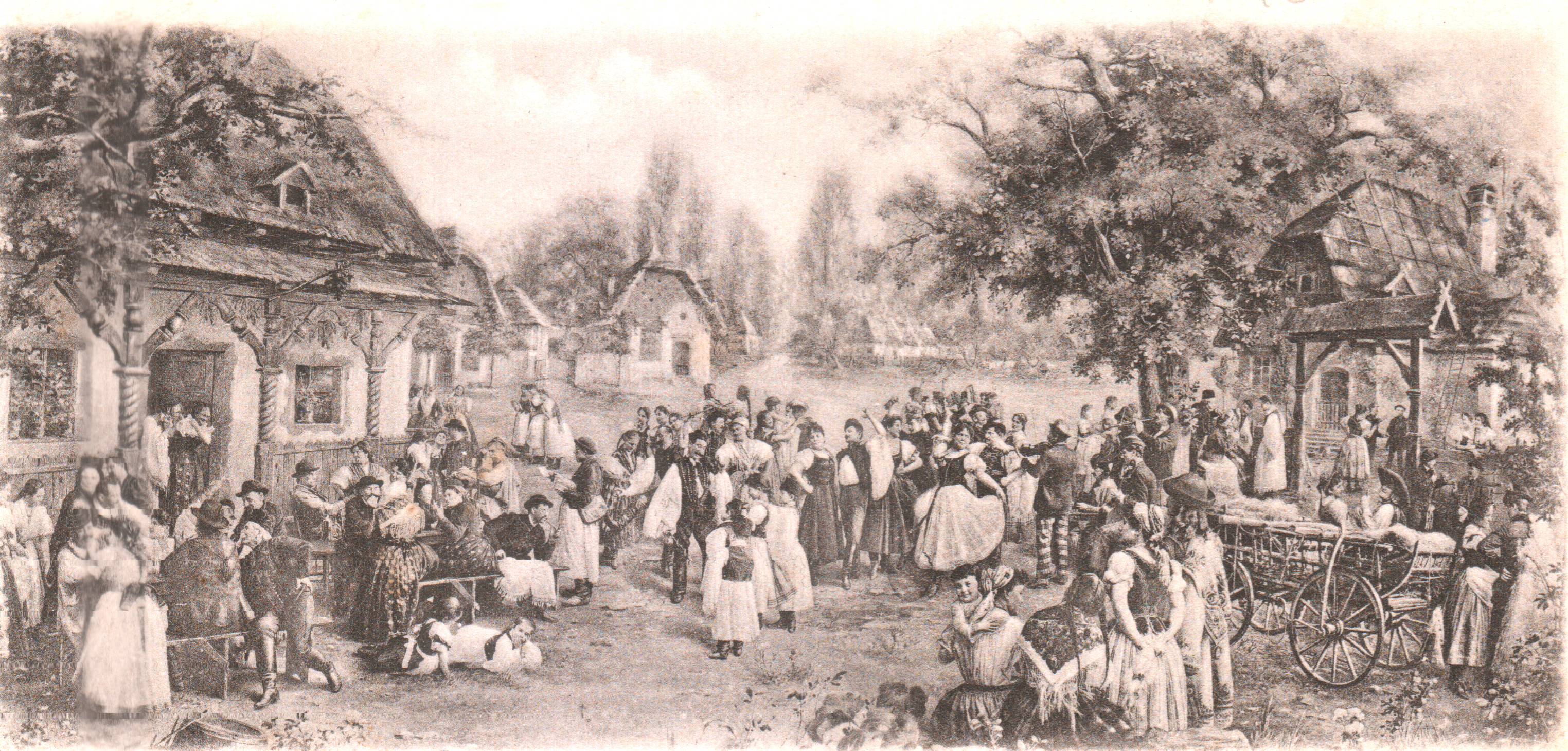